# 土師身
土師 身（はじ の み、生没年不明）は、古代日本の豪族。
大化５年（649年）3月、異母弟の蘇我日向の讒言を受け、蘇我倉山田石川麻呂は山田寺で一族ともども自害に追いやられた。天皇は大伴狛と蘇我日向を将軍として石川麻呂を追わせたが、その軍が河内国丹比郡黒山（現在の大阪府堺市美原区黒山）に到着した際に、土師身・采女使主麻呂らが山田寺からかけつけ、「蘇我大臣は既に三男一女とともに、自経して死にました」と将軍たちに告げた、そこで将軍たちは丹比坂から引き返した、と伝えられている。